# Pescarolo Sport
Pescarolo Sport is het raceteam van oud-coureur Henri Pescarolo, dat vanaf 2000 actief is in de Le Mans Series. Ook neemt het team deel aan de 24 uur van Le Mans.

## Sponsoring
Het Pescarolo-team wordt al enige tijd gesponsord door PlayStation. Ook de videogame Gran Turismo is te zien op de wagens. Verder wordt het team ook gesteund door Circuit de la Sarthe, het circuit waar de 24 uur van Le Mans wordt verreden.

## Auto's
Pescarolo bouwt eigen prototypes voor de LMP 1-klasse van de Le Mans Series. Het zijn open prototypes, die tegenwoordig worden voorzien van Judd-motoren.
Tijdens de 24 uur van Le Mans in 2009 maakte Pescarolo gebruik van een gehuurde Peugeot 908. Hiermee fungeerde Pescarolo als satellietteam voor het Peugeot fabrieksteam.

## Resultaten
In 2005 en 2006 werd Pescarolo kampioen in de Le Mans Series. Het beste resultaat tijdens de 24 uur van Le Mans was een tweede positie in 2006, toen het team verloor van de Audi R10.